# چاپین (کارولینای جنوبی)
چاپین(به انگلیسی: Chapin) شهری در ایالت کارولینای جنوبی کشور ایالات متحده آمریکا است که جمعیت آن در طبق سرشماری سال ۲۰۱۰ میلادی، ۱٬۴۴۵ نفر بوده‌ است.